# Міжнародна військова операція на чолі з США в Сирії (з 2014)
Міжнародна військова операція на чолі з США в Сирії (з 2014) (англ. American-led intervention in the Syrian Civil War) — поточна військова операція Збройних сил США, що проводиться в контексті військової кампанії низки країн проти Ісламської Держави на території Сирії. Одночасно збройне втручання Сполучених Штатів у сирійську громадянську війни мало за мету підтримку сирійської опозиції та федерації Північної Сирії шляхом застосування своїх військових формувань, а також їхніх союзників — військових компонентів від Сполученого Королівства, Франції, Йорданії, Туреччини, Канади, Австралії тощо.
З початком громадянської війни в Сирії в 2011 році, США спочатку постачали повстанцям Вільної сирійської армії різнорідну допомогу, зокрема продуктові пайки та пікапи, але незабаром почали надавати більш цілеспрямовану допомогу, шляхом проведення підготовки, виділення грошей та забезпечення розвідувальними даними певних сирійських командирів повстанців. Щонайменше дві американські програми були започатковані заради надання допомоги сирійським повстанцям. Однією з них була програма Пентагону 2014 року, яка мала за мету навчання та оснащення близько 15 000 повстанців для боротьби з ІДІЛ. Але в 2015 році вона була скасована через свою неефективність, після того, як було витрачено майже 500 мільйонів доларів США, а підготовлено лише кілька десятків бойовиків повстанців. Друга програма, під кодовою назвою «Тімбер Сікамор», загальною сумою на 1 мільярд доларів, проводилася потай під керівництвом ЦРУ, виявилася більш успішною, але була скасована в середині 2017 року після приходу до влади адміністрації Трампа.
22 вересня 2014 року прес-секретар Пентагона контр-адмірал Джон Кірбі підтвердив інформацію, що США разом зі своїми країнами-партнерами по коаліції розпочали активну протидію агресії бойовиків Ісламської держави, завдавши повітряних ударів по важливих цілях на території Сирії. Американські Повітряні сили застосовували винищувачі, бомбардувальники та ракети «Томагавк» у авторизованій Президентом Б.Обама зоні. Бахрейн, Йорданія, Катар, Саудівська Аравія та Об'єднані Арабські Емірати, як частина міжнародної військової інтервенції проти ІДІЛ, підтримали або взяли участь у нанесенні першого повітряного удару по 20 цілях бойовиків. Американцями при проведенні операції вперше, після прийняття на озброєння в 2005 році, в бою були застосовані винищувачі п'ятого покоління F-22 «Раптор».
Починаючи з цього часу, збройні сили США ведуть активну боротьбу проти Ісламської Держави. Паралельно вживаються політичні та дипломатичні заходи щодо створення коаліції держав для протидії розповсюдженню ісламського радикалізму. 5, 15 вересня та 3 грудня 2014 року проведені конференції з безпеки з країнами світу, найбільшу підтримку Сполучені Штаті здобули від керівництва Великої Британії, Франції, Італії, Німеччини, Канади, Туреччини та Данії. 5 вересня була прийнята резолюція про підтримку сил, що протистоять ІДІЛ у Іраку та в Сирії. 3 грудня до цього рішення приєдналися 60 країн світу.
До кінця 2015 року коаліційні літаки використовували в середньому 67 бомб чи ракет щодоби. До серпня 2017 року коаліція здійснила 168 000 вильотів як на ураження цілей в Сирії, так і в Іраку (в основному проти ІДІЛ), приблизно у пропорції 45/55 між ними відповідно.